# Business Radio Group
Business Radio Group — украинский радиохолдинг.

## История
Компания была основана в 1998 году, когда был запущен первый проект — «Радио Шансон».
В декабре 2014 года году холдинг присоединился к отраслевому объединению «Радиокомитет».
Вместе с «УМХ», «ТАВР Медиа» и ТРК «Люкс» летом 2015 года принял участие в создании конкурса по поиску и дальнейшего промотированию исполнителей украинской песни «Украинский формат». Конкурс возник после встречи с министром культуры Украины Вячеславом Кириленко как альтернатива его инициативе по повышению квоты украинской музыки на радио с 50 % до 75 %..
В 2021 году холдинг объединил продажи с UMH group.

## Активы
- «Шлягер» (прежнее название до начала российского вторжения 2022 г. — «Радио Шансон»[5]),
- «Dj FM»,
- «Magic Radio» (ранее - «Бизнес радио»[6]),
- «Перец ФМ»
- «Power FM» (ранее — «Любимое радио» и «Шарманка»)
- «BESTFM»

## Коммерческие показатели
По данным исследования TNS Ukraine MMI за период с февраля по март 2010 года суточная аудитория «Business Radio Group» составляла 15,71 %.
В 2020 году доля аудитории холдинга по данным «Детектор Медиа» составляла 10,3 %, (3-е место).